# Коро-Торо
Коро-Торо (фр. Koro Toro) — деревня в Чаде, расположенная на территории региона Борку. Входит в состав департамента Борку.

## География
Деревня находится в северной части Чада, в южной части Сахары, на высоте 282 метров над уровнем моря.
Коро-Торо расположен на расстоянии приблизительно 566 километров к северо-востоку от столицы страны Нджамены. Ближайшие населённые пункты: Куба-Оланга, Куба-Мадунга, Неделей.

## Климат
Климат Коро-Торо характеризуется как аридный жаркий (BWh в классификации климатов Кёппена). Уровень атмосферных осадков, выпадающих в течение года крайне низок (среднегодовое количество — 46 мм). Средняя годовая температура воздуха составляет 29,5 °C. Средняя температура самого холодного месяца (января) составляет 22,5 °С, самого жаркого месяца (июня) — 34,1 °С..

## История
В 1995 году в районе Коро-Торо французский палеонтолог Мишель Брюне обнаружил ископаемые останки древнего гоминида, позднее классифицированного как Australopithecus bahrelghazali.

## Транспорт
Ближайший аэропорт расположен в городе Салаль.